# Villanueva (Bolívar)
Villanueva – miasto w Kolumbii, w departamencie Bolívar.